# G-Drive Racing

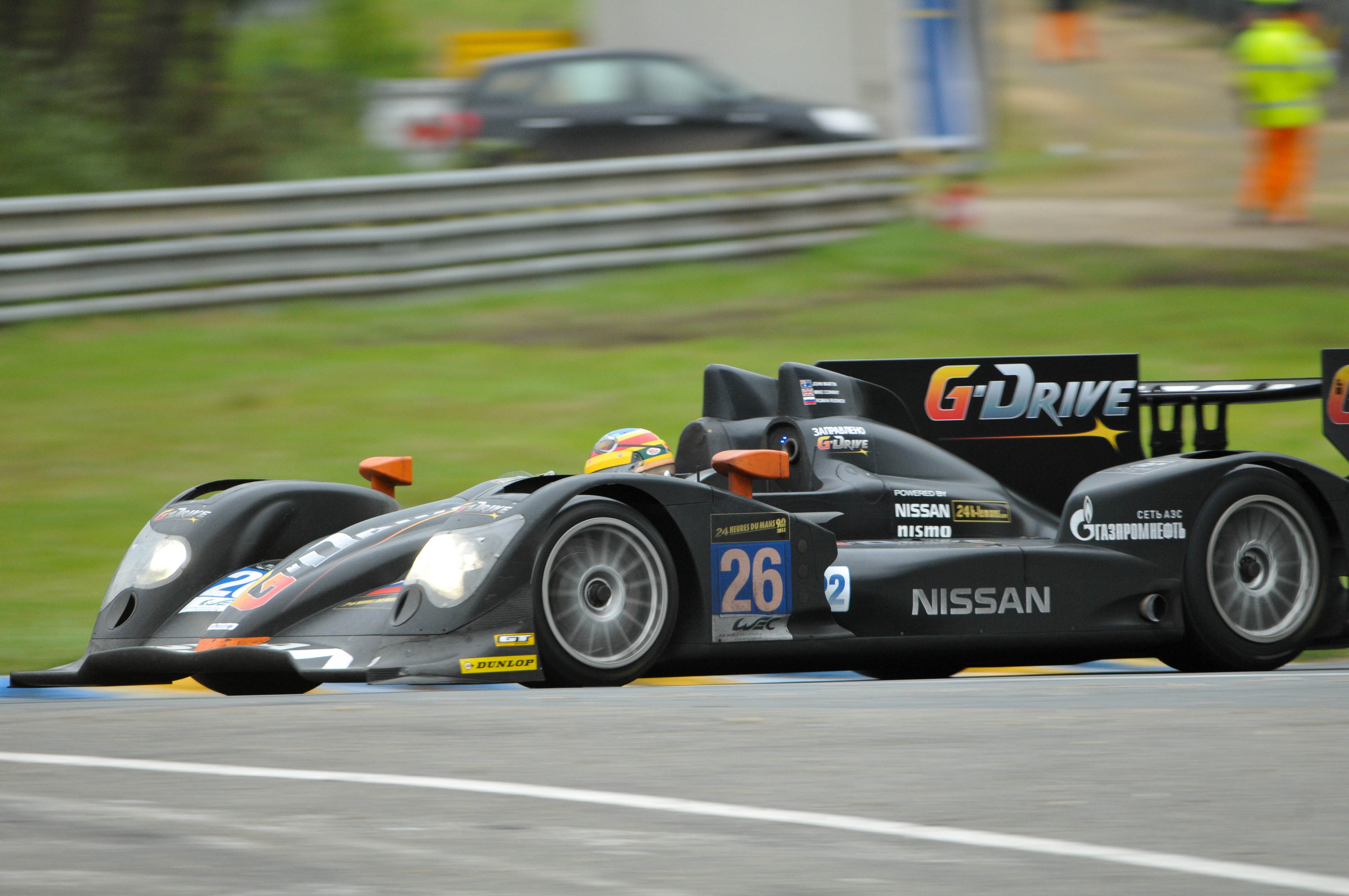
L'Oreca 03-Nissan de 2013

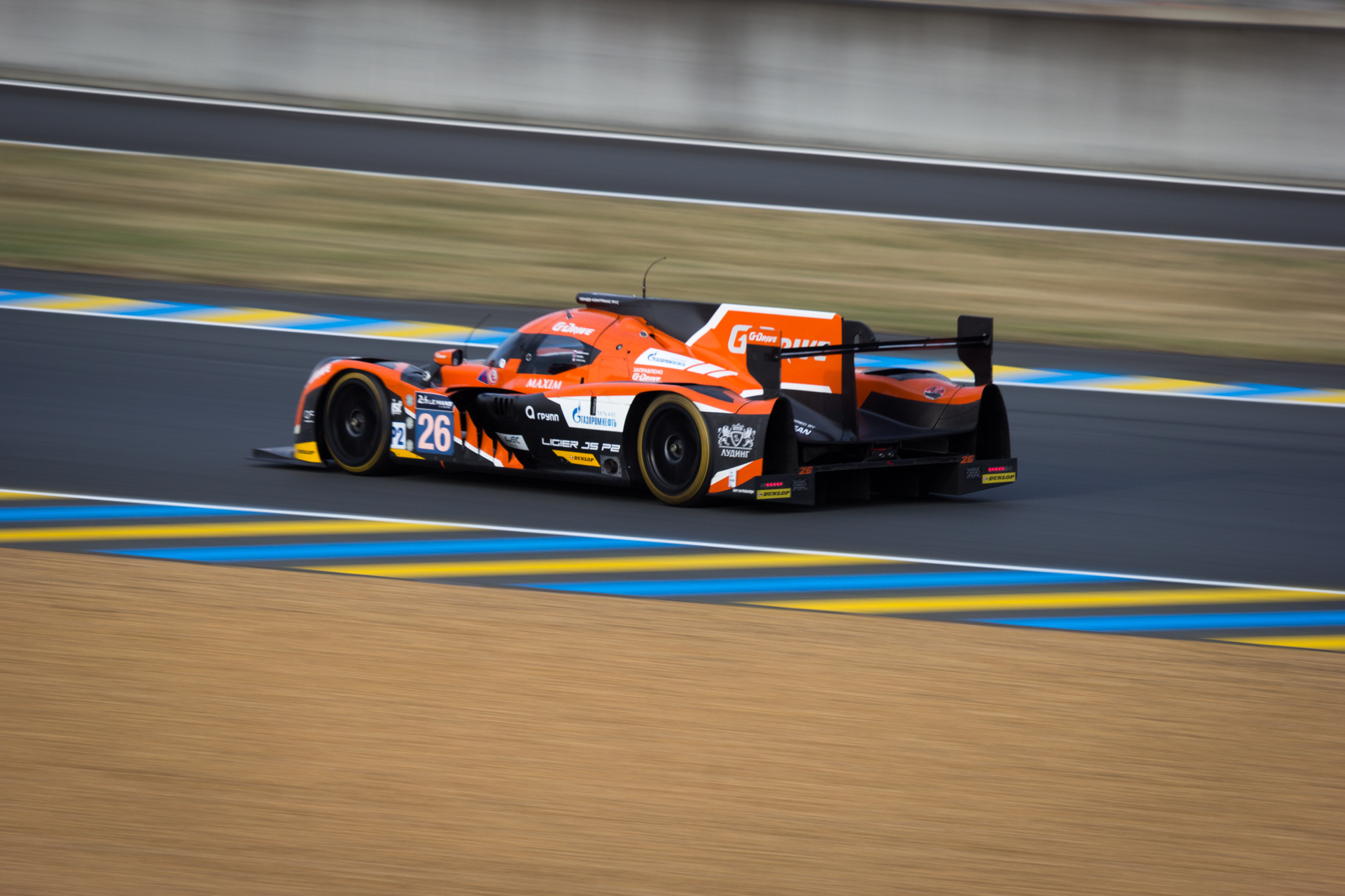
La Ligier JSP2-Nissan de 2015

G-Drive Racing est un programme sportif russe, débuté en 2012, qui porte le nom commercial du carburant distribué par Gazprom Neft, une compagnie pétrolière russe détenue par Gazprom et Ioukos. L'entité est engagée principalement en Championnat du monde d'endurance FIA mais aussi en Blancpain Endurance Series.

## Historique
G-Drive Racing débute en collaboration avec Signatech-Nissan en 2012, la voiture no 26 aux couleurs de G-Drive participe à la saison complète du Championnat du monde d'endurance FIA 2012.

L'année suivante la structure change de partenaire et s'associe à Alan Docking Racing (en) pour offrir quatre victoires dans la catégorie LMP2 avec l'Oreca 03-Nissan no 26.

Devancée en championnat par deux Morgan LMP2 du OAK Racing, l'entité change de voiture en 2014 pour une Morgan LMP2 et change de partenaire en se rapprochant du OAK Racing mais elle termine deuxième derrière l'autre écurie russe SMP Racing. En parallèle, un engagement en Blancpain Endurance Series est réalisé en 2014 avec le support du W Racing Team pour l'Audi R8 LMS ultra et celui du Reiter Engineering pour la Lamborghini Gallardo FL2.

En 2015, le partenariat continue avec OAK Racing avec la nouvelle voiture Ligier JSP2 utilisée depuis la course du Fuji Speedway en 2014. Le team est titré à l'issue de la saison.

En 2016 le team change de partenariat et s'associe avec le Jota Sport. Avec ce changement, les châssis évolue, une Oreca 05 est engagée en Championnat du monde d'endurance FIA et une Gibson 015S participe à l'European Le Mans Series. La saison se soldera par une 3e place en Championnat du monde d'endurance FIA et une 1re place en European Le Mans Series. Malgré les succès rencontrés avec Jota Sport, G-Drive Racing se sépare de son partenaire à la fin de la saison 2016.

Pour 2017, l'écurie s'engage auprès de deux structures qui engagent la nouvelle Oreca 07 et qui supporteront l'exploitation des voitures. Le TDS Racing dans le Championnat du monde d'endurance FIA et DragonSpeed qui est engagé dans l'European Le Mans Series. La saison en European Le Mans Series fût très serrée jusqu'à la finale à Portimão confrontant le United Autosports et le G-Drive Racing, le G-Drive Racing remporte pour la deuxième année consécutive le titre de champion LMP2 de l'European Le Mans Series.

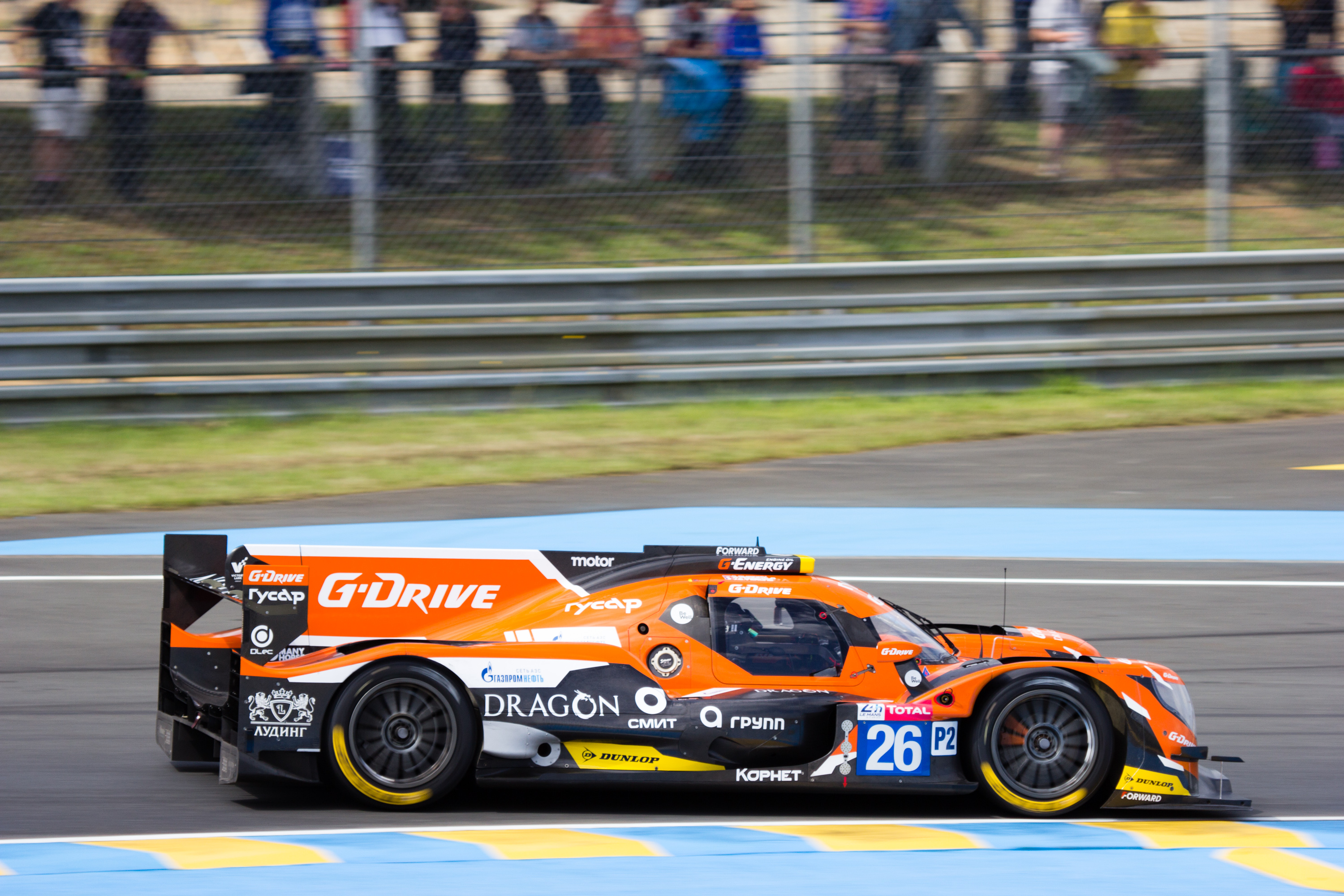
Oreca 07 de l'écurie G-Drive Racing lors des 24 Heures du Mans.

Pour 2018, deux Oreca 07 seront engagées auprès de deux structures, le TDS Racing et le Graff Racing, qui supporteront l'exploitation des voitures. Ces voitures participeront a l'European Le Mans Series. Lors des 4 Heures de Spa 2018 avant-dernière manche du championnat, la no 26 exploitée par le TDS Racing remporte les deux titres équipes et pilotes.
En 2019, le G-Drive Racing a de nouveau participé à l'European Le Mans Series ainsi qu'aux 24 Heures du Mans. Pour cette nouvelle saison, c'est aux mains d'une Aurus 01 que Roman Rusinov, Jean-Éric Vergne et Job van Uitert ont participé a ce championnat. Jean-Éric Vergne ayant eu des obligations dans le Championnat de Formule E FIA, il a été remplacé par Norman Nato sur certaines manches. L'écurie ne put malheureusement pas garder son titre et a fini le championnat en 2e position. L'écurie a également fait un retour en Championnat du monde d'endurance FIA pour les 6 Heures de Spa et les 8 Heures de Bahreïn, avec comme équipage Jean-Éric Vergne, Roman Rusinov et Job van Uitert. Pour la première fois de son histoire, le G-Drive Racing, en partenariat logistique et technique avec la structure portugaise Algarve Pro Racing, s'est engagée dans le championnat Asian Le Mans Series avec comme pilotes Roman Rusinov, Léonard Hoogenboom et James French. Cette première expérience fût couronnée de succès car elle remporta le championnat.
En 2020, le G-Drive Racing a continué son engagement en European Le Mans Series. Aux mains de l'Aurus 01, quatre pilotes ont participé au championnat avec le soutien de la structure française TDS Racing. Nous retrouvons les expérimentés Roman Rusinov et Jean-Éric Vergne et les jeunes Nyck de Vries et Mikkel Jensen,. Pour Nyck de Vries, ce sera la première participation au championnat European Le Mans Series mais il roule depuis plus de deux saisons maintenant en Championnat du monde d'endurance FIA. Pour Mikkel Jensen, c'est la progression logique après avoir obtenu le titre dans la catégorie LMP3 lors de la saison précédente d'European Le Mans Series. Il est a noter qu'après de nombreuses années de partenariat avec les gommes Dunlop, l'écurie est passée chez Michelin. Pour les 24 Heures du Mans, à la suite des différents désistements, une seconde voiture est engagée et elle a été soutenu logistiquement et techniquement par la structure portugaise Algarve Pro Racing. Cette voiture a été confiée aux pilotes Ryan Cullen, Oliver Jarvis et Nick Tandy.

## Résultats en compétition automobile

### Résultats aux24 Heures du Mans
| Année | Classe | no | Pilotes                                         | Voiture      | Pneus | Tours | Pos. |
| ----- | ------ | -- | ----------------------------------------------- | ------------ | ----- | ----- | ---- |
| 2012  | LMP2   | 26 | Roman Rusinov Pierre Ragues Nelson Panciatici   | Oreca 03     | D     | 351   | 10e  |
| 2013  | LMP2   | 26 | Roman Rusinov John Martin Mike Conway           | Oreca 03     | D     | 327   | Dsq. |
| 2014  | LMP2   | 26 | Roman Rusinov Olivier Pla Julien Canal          | Morgan LMP2  | D     | 120   | Abd. |
| 2015  | LMP2   | 26 | Roman Rusinov Sam Bird Julien Canal             | Ligier JS P2 | D     | 358   | 11e  |
| 2015  | LMP2   | 28 | Gustavo Yacamán Pipo Derani Ricardo González    | Ligier JS P2 | D     | 354   | 12e  |
| 2016  | LMP2   | 26 | Chris Hoy Will Stevens René Rast                | Oreca 05     | D     | 357   | 6e   |
| 2016  | LMP2   | 38 | Simon Dolan Giedo Van der Garde Jake Dennis     | Gibson 015S  | D     | 22    | Abd. |
| 2017  | LMP2   | 22 | Memo Rojas Ryō Hirakawa [José Gutiérrez         | Oreca 07     | D     | 327   | 39e  |
| 2017  | LMP2   | 26 | Roman Rusinov Pierre Thiriet Alex Lynn          | Oreca 07     | D     | 20    | Abd. |
| 2018  | LMP2   | 26 | Roman Rusinov Jean-Éric Vergne Andrea Pizzitola | Oreca 07     | D     | 369   | Dsq. |
| 2018  | LMP2   | 40 | James Allen Enzo Guibbert Jose Gutiérrez        | Oreca 07     | D     | 197   | Abd. |
| 2019  | LMP2   | 26 | Roman Rusinov Job van Uitert Jean-Éric Vergne   | Aurus 01     | D     | 364   | 11e  |
| 2020  | LMP2   | 16 | Ryan Cullen Oliver Jarvis Nick Tandy            | Oreca 07     | G     |       |      |
| 2020  | LMP2   | 26 | Roman Rusinov Mikkel Jensen Jean-Éric Vergne    | Aurus 01     | M     |       |      |

### Résultats enChampionnat du monde d'endurance FIA
| Année | Classe | no | Voiture      | Châssis            | Pneus | 1     | 2      | 3        | 4        | 5     | 6     | 7        | 8        | 9     | Total points | Pos. |
| ----- | ------ | -- | ------------ | ------------------ | ----- | ----- | ------ | -------- | -------- | ----- | ----- | -------- | -------- | ----- | ------------ | ---- |
| 2012  | LMP2   | 26 | Oreca 03     | #5                 | D     | SEB   | SPA 11 | LMS 4    | SIL 3    | SÃO 7 | BHR 5 | FUJ EX   | SHA 7    |       |              |      |
| 2013  | LMP2   | 26 | Oreca 03     | #16                | D     | SIL 7 | SPA 5  | LMS EX   | SÃO 1    | COA 1 | FUJ 2 | SHA 1    | BHR 1    |       | 132          | 3e   |
| 2014  | LMP2   | 26 | Morgan LMP2  | #01-19             | D     | SIL 1 | SPA 1  | LMS Abd. |          |       |       |          |          |       | 137          | 2e   |
| 2014  | LMP2   | 26 | Ligier JS P2 | #OR02-02           | D     |       |        |          | COA 3    | FUJ 1 | SHA 1 | BHR 3    | SÃO Abd. |       | 137          | 2e   |
| 2015  | LMP2   | 26 | Ligier JS P2 | #OR02-07           | D     | SIL 1 | SPA 9  | LMS 2    | NÜR 2    | CDA 1 | FUJ 1 | SHA 2    | BHR 1    |       | 178          | 1re  |
| 2015  | LMP2   | 28 | Ligier JS P2 | #OR02-05           | D     | SIL 2 | SPA 1  | LMS 3    | NÜR 3    | CDA 3 | FUJ 3 | SHA Abd. | BHR 3    |       | 134          | 3e   |
| 2016  | LMP2   | 26 | Oreca 05     | #07                | D     | SIL 3 | SPA 4  | LMS 2    | NÜR Abd. | MEX 7 | CDA 3 | FUJ 1    | SHA 1    | BHR 1 | 164          | 3e   |
| 2017  | LMP2   | 26 | Oreca 07     | #111 (LMP2C-6) #26 | D     | SIL 5 | SPA 1  | LMS Abd. | NÜR 6    | MEX 4 | CDA 5 | FUJ 6    | SHA 7    | BHR 7 | 70           | 5e   |

### Résultats enEuropean Le Mans Series
| Année | Classe | no | Voiture     | Pneus | 1     | 2        | 3      | 4     | 5      | 6     | Total  | Pos. |
| ----- | ------ | -- | ----------- | ----- | ----- | -------- | ------ | ----- | ------ | ----- | ------ | ---- |
| 2016  | LMP2   | 38 | Gibson 015S | D     | SIL 1 | IMO 2    | RBR 3  | LEC 5 | SPA 5  | EST 1 | 103    | 1re  |
| 2017  | LMP2   | 22 | Oreca 07    | D     | SIL 2 | MON 1    | RBR 2  | LEC 2 | SPA 2  | POR 4 | 110    | 1re  |
| 2018  | LMP2   | 26 | Oreca 07    | D     | LEC 1 | MON 1    | RBR 1  | SIL 4 | SPA 12 | POR 4 | 100.25 | 1re  |
| 2018  | LMP2   | 40 | Oreca 07    | D     | LEC 6 | MON Abd. | RBR 13 | SIL 6 | SPA 11 | POR 7 | 15.25  | 12e  |
| 2019  | LMP2   | 26 | Oreca 07    | D     | LEC 4 | MON 1    | BAR 1  | SIL 2 | SPA 4  | POR 6 | 101    | 2e   |
| 2020  | LMP2   | 26 | Oreca 07    | M     | LEC 2 | SPA Abd. | LEC 2  | MON   | POR    |       | 36*    | 3e*  |

N.B. * Saison en cours. Les courses en " gras  'indiquent une pole position, les courses en "italique" indiquent le meilleur tour de course.

### Résultats enAsian Le Mans Series
| Année     | Classe | no | Voiture  | Pneus | 1     | 2     | 3     | 4     | Position | Points |
| --------- | ------ | -- | -------- | ----- | ----- | ----- | ----- | ----- | -------- | ------ |
| 2019-2020 | LMP2   | 25 | Oreca 07 | M     | SHA 1 | BEN 1 | SEP 3 | CHA 2 | 1re      | 83     |

## Palmarès
- Championnat du monde d'endurance FIA
  - Trophée Endurance FIA des équipes LMP2 en 2015
  - 4 victoires dans la catégorie LMP2 en 2013 à São Paulo, au Circuit des Amériques, à Shanghai et à Bahreïn avec les pilotes Roman Rusinov, Mike Conway et John Martin.
  - 4 victoires dans la catégorie LMP2 en 2014 à Silverstone, à Spa, à Shanghai et à Fuji avec les pilotes Roman Rusinov, Julien Canal et Olivier Pla.
  - 4 victoires dans la catégorie LMP2 en 2015 à Silverstone, au Circuit des Amériques, à Fuji et à Bahreïn avec les pilotes Roman Rusinov, Julien Canal et Sam Bird.
  - 3 victoires dans la catégorie LMP2 en 2016 à Fuji, à Shanghai et à Bahreïn avec les pilotes Roman Rusinov, Alex Brundle, Will Stevens et René Rast.
  - 1 victoire dans la catégorie LMP2 en 2017 à Spa avec les pilotes Roman Rusinov, Pierre Thiriet et Alex Lynn.
- European Le Mans Series
  - Champion LMP2 European Le Mans Series 2016
  - Champion LMP2 European Le Mans Series 2017
  - Champion LMP2 European Le Mans Series 2018
- Asian Le Mans Series
  - Champion LMP2 Asian Le Mans Series 2019-2020

## Pilotes
- James Allen (2018)
- Nathanaël Berthon (2016)[29]
- Sam Bird (2015)[30]
- Alex Brundle (2016)[31]
- Julien Canal (2014-2015)[32]
- Mike Conway (2013)[33]
- Jake Dennis (2016)
- Pipo Derani (2015)[30]
- Simon Dolan (2016)[29]
- Henning Enqvist (2018)
- Julien Falchero (2018)
- Garry Findlay (2018)
- James French (2019-2020)
- Giedo van der Garde (2016)[29]
- Ricardo González (2015)[30]
- Enzo Guibbert (2018)
- Jose Gutiérrez (2018)
- Ben Hanley (2017)[34]
- Ryō Hirakawa (2017)[35]
- Léonard Hoogenboom (2019-2020)
- Mikkel Jensen (2020)
- Alex Lynn (2017)[36]
- Alexandre Imperatori (2018)
- John Martin (2013)[33]
- Nicolas Minassian (2017)[37]
- Nico Müller (2017)[38]
- Norman Nato (2019)
- Nelson Panciatici (2012)[39]
- Andrea Pizzitola (2018)
- Olivier Pla (2014)[32],[30]
- Pierre Ragues (2012)[39]
- René Rast (2016)[40]
- Memo Rojas (2017)[35]
- James Rossiter (2017)[41]
- Léo Roussel (2017)[42],[43]
- Roman Rusinov (2012-2020)[39],[44],[32],[30],[29],[45]
- Will Stevens (2016)[46]
- Pierre Thiriet (2017)[45]
- Harry Tincknell (2016)[29]
- Job van Uitert (2019)
- Jean-Éric Vergne (2018-2020)
- Nyck de Vries (2020)
- Gustavo Yacamán (2015)[30]